# Benjamin Wilson (Maler)

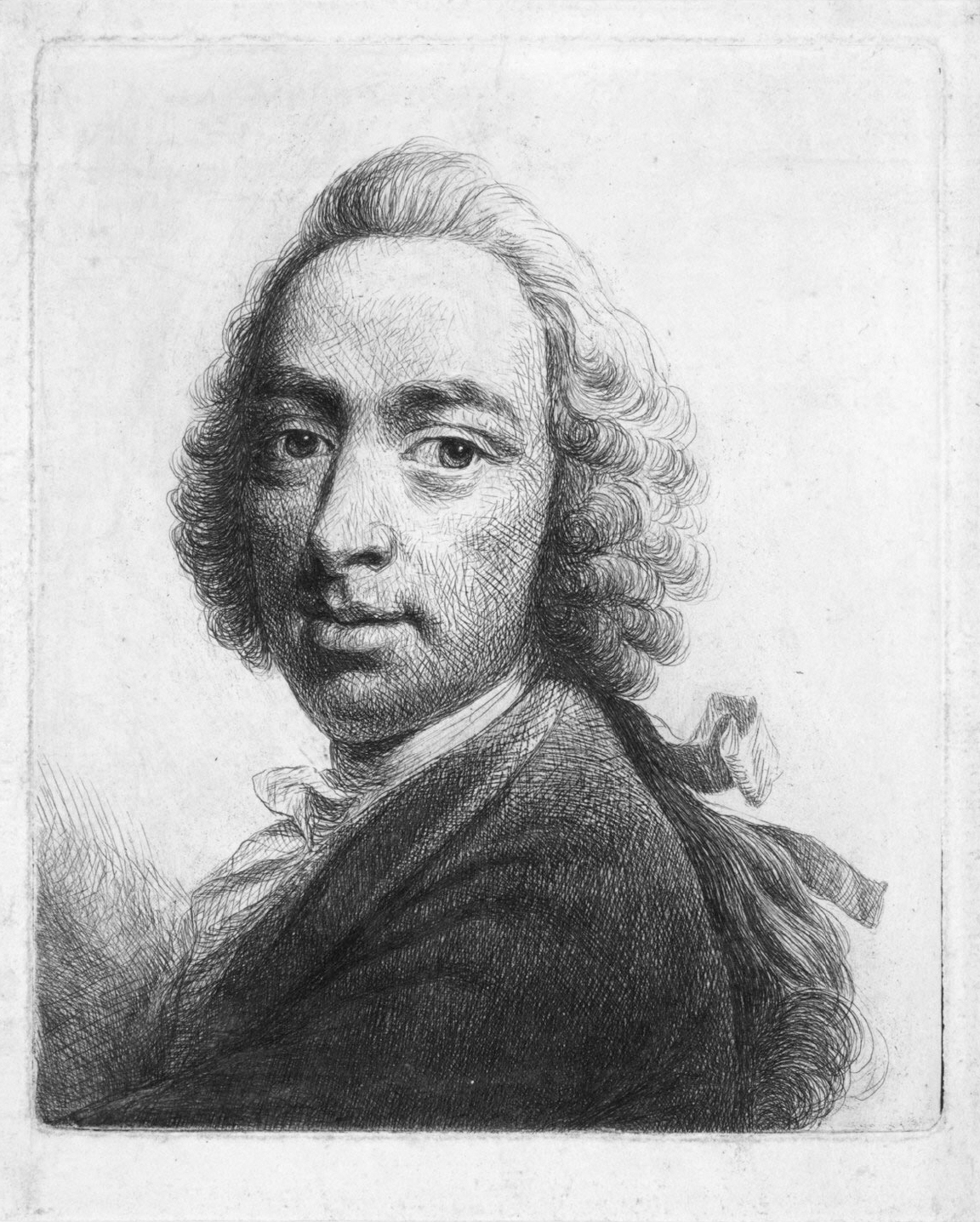
Benjamin Wilson, Selbstbildnis (um 1749)

Benjamin Wilson (* 21. Juni 1721 in Leeds; † 6. Juni 1788 in London) war ein englischer Maler und Naturforscher.

## Leben und Wirken
Wilson war das 14. Kind des Tuchhändlers Major Wilson und dessen Frau Elizabeth Yates. Er wurde am 20. Juli 1721 im Leeds Minster getauft.
Als dessen Geschäft insolvent wurde, zog er nach London, wo er Kleriker wurde und Malerei studierte. 1746 und 1748 bis 1750 war Wilson in Dublin, wo er erfolgreich als Porträtmaler praktizierte. Als er nach London zurückkehrte, erwarb er Godfrey Knellers ehemaliges Haus und eröffnete ein Porträtstudio.
1748 fand er heraus, dass die Aufnahmefähigkeit der Leidener Flasche proportional zur bedeckten Fläche und umgekehrt proportional zur Wandstärke des Glases ist (Gesetz der Anhäufung).
Wilson  unterstützte Isaac Newtons Idee des gravitativen optischen Äthers. Als Naturforscher war er Widersacher von Benjamin Franklins Idee der positiven und negativen elektrischen Ladungen. Im vom Board of Ordnance einberufenen Komitee zur Klärung der Blitzableiterfrage saß er Franklin gegenüber, dessen Blitzableiter spitz waren und über das Gebäude hinausragten. Wilsons Blitzableiter liefen dagegen kugelförmig aus und endeten einige Fuß unter dem höchsten Punkt im Haus.

## Ehrungen
Am 5. Dezember 1751 wurde Wilson als Mitglied („Fellow“) in die Royal Society gewählt, die ihm 1760 die Copley-Medaille verlieh. Ab 1765 war er Ehrenmitglied der Russischen Akademie der Wissenschaften in Sankt Petersburg.

## Schriften (Auswahl)
Bücher
- An essay towards an explication of the phaenomena of electricity, deduced from the aether of Sir Isaac Newton, contained in three papers which were read before the Royal-Society. London 1746 (Digitalisat).
- A treatise on electricity. C. Davis, London 1750 (Digitalisat).
  - 2. Auflage, C. Davis, London 1752 (Digitalisat).
- Observations on a series of electrical experiments. T. Payne, London 1756 (Digitalisat) – mit Benjamin Hoadly (1676–1761).
  - 2. Auflage, T. Payne, London 1759 (Digitalisat).
- Further observations upon lightning; together with some experiments. London 1774.
- A series of experiments on the subject of phosphori, and their prismatic colours: in which are discovered, some new properties of light. London 1775.
  - 2., erweiterte Auflage, London 1776 (Digitalisat).
- A short view of electricity. London 1780 (Digitalisat).
- A letter to Mr. Euler, professor of philosophy, and member of the Imperial Academy of Sciences at Petersbourg. (Digitalisat) – Brief an Leonhard Euler

Zeitschriftenbeiträge
- A letter to […] the Earl of Macclesfield, President of the Royal Society, from Mr. Benjamin Wilson […] concerning some electrical experiments, made at Paris. In: Philosophical Transactions. Band 48, 1753, S. 347–349 (doi:10.1098/rstl.1753.0052, JSTOR:105166).
- A retractation, by Mr. Benjamin Wilson, F. R. S. of his former opinion, concerning the explication of the Leyden experiment. In: Philosophical Transactions. Band 49, 1755, S. 682–683 (doi:10.1098/rstl.1755.0107, JSTOR:104999).
- A letter from Mr. Benjamin Wilson, F. R. S. to the Rev. Tho. Birch, D. D. Secret. R. S. In: Philosophical Transactions. Band 51, 1759, S. 83–88 (doi:10.1098/rstl.1759.0014, JSTOR:105358).
- Experiments on the Tourmalin […] In a letter to Dr. William Heberden […]. In: Philosophical Transactions. Band 51, 1759, S. 308–339 (doi:10.1098/rstl.1759.0037, JSTOR:105381).
- Farther experiments in electricity […]. In: Philosophical Transactions. Band 51, 1759, S. 896–906 (doi:10.1098/rstl.1759.0037, JSTOR:105425).
- Observation upon some gems similar to the tourmalin. In: Philosophical Transactions. Band 52, 1761, S. 443–447 (doi:10.1098/rstl.1761.0069, JSTOR:105645).
- A letter from Mr. B. Wilson, F.R.S. and Member of the Royal Academy of Sciences at Upsal, to Mr. Aepinus, Professor of Natural Philosophy in the Imperial Academy of Sciences at St. Petersburg, and Member of the Academies of Berlin, Stockholm, and Erfurth. In: Philosophical Transactions. Band 53, 1763, S. 436–466 (doi:10.1098/rstl.1763.0055, JSTOR:105743).
- A letter to the Marquis of Rockingham, with some observation on the effects of lightening. In: Philosophical Transactions. Band 54, 1764, S. 246–253 (doi:10.1098/rstl.1764.0042, JSTOR:105557).
- An account of the effects of lightning in St. Bride’s Church, Fleet-Street, on the 18th of June 1764: In a letter to Mr. Benjamin Wilson, F. R. S. In: Philosophical Transactions. Band 54, 1764, S. 227–234 (doi:10.1098/rstl.1764.0039, JSTOR:105554).
- Proposal of a method for securing the Cathedral of St. Paul’s from damage by lightning; in consequence of a letter from the Dean and Chapter of St. Paul's to James West, Esquire, Pr. R. S. In: Philosophical Transactions. Band 59, 1769, S. 308–339 (doi:10.1098/rstl.1769.0021, JSTOR:105819) – als Mitautor.
- A report of the committee appointed by the Royal Society, to consider of a method for securing the powder magazines at Purfleet. In: Philosophical Transactions. Band 63, 1773, S. 42–48 (doi:10.1098/rstl.1773.0008, JSTOR:106136) – als Mitautor.
- Observations upon lightning, and the method of securing buildings from its effects: In a letter to Sir Charles Frederick, Surveyor-General of His Majesty's Ordnance, and F. R. S. By Benjamin Wilson, F. R. S. & Ac. R. Ups. Soc. In: Philosophical Transactions. Band 63, 1773, S. 49–65 (doi:10.1098/rstl.1773.0009, JSTOR:106137).
- Sundry papers relative to an accident from lightning at Purfleet, May 15, 1777. In: Philosophical Transactions. Band 68, 1778, S. 232–317 (doi:10.1098/rstl.1778.0015, JSTOR:106325) – als Mitautor.
- New experiments upon the Leyden phial, respecting the termination of conductors. In: Philosophical Transactions. Band 68, 1778, S. 999–1012 (doi:10.1098/rstl.1778.0045, JSTOR:106355).
- Account of Dr. Knight’s method of making artificial loadstones. In: Philosophical Transactions. Band 69, 1779, S. 51–53 (doi:10.1098/rstl.1759.0037, JSTOR:106406).